# Ủy ban Thường vụ Đại hội Đại biểu Nhân dân Toàn quốc Cộng hòa Nhân dân Trung Hoa
Ủy ban Thường vụ Đại hội Đại biểu Nhân dân Toàn quốc hay Ủy viên hội Thường vụ Đại hội Đại biểu Nhân dân Toàn quốc(giản thể: 全国人民代表大会常务委员会; phồn thể: 全國人民代表大會常務委員會; bính âm: Quánguó Rénmín Dàibiǎo Dàhuì Chángwù Wěiyuánhuì) tên đầy đủ Ủy ban Thường vụ Đại hội Đại biểu Nhân dân Toàn quốc Cộng hòa Nhân dân Trung Hoa 
là cơ quan thường trực quyền lực cao nhất của Đại hội Đại biểu Nhân dân Toàn quốc.
Ủy ban thường vụ do Ủy viên trưởng (tức Chủ tịch Quốc hội Trung Quốc), các Phó Ủy viên trưởng, Tổng Thư ký Ủy ban thường vụ và 161 thành viên từ Đại hội Đại biểu Nhân dân Toàn quốc cấu thành. Theo Luật Tổ chức Đại hội Đại biểu Nhân dân Toàn quốc Cộng hòa Nhân dân Trung Hoa quy định Ủy ban Thường vụ do Đại hội Đại biểu Nhân dân Toàn quốc bầu ra, chịu trách nhiệm báo cáo công tác, với nhiệm kỳ 5 năm theo Nhân đại, quản lý các Ủy ban chuyên trách của Nhân đại (Ủy ban Dân tộc, Ủy ban Pháp luật, Ủy ban Kinh tế Tài chính, Ủy ban Vệ sinh Văn hóa Khoa học Giáo dục, Ủy ban Đối ngoại, Ủy ban người Trung Quốc tại nước ngoài (Ủy ban Hoa kiều)).Thành viên Ủy ban Thường vụ không đảm nhiệm các chức vụ thuộc cơ quan hành chính,cơ quan thẩm phán,cơ quan kiểm sát.

## Công tác và quyền hạn
Hiến pháp Cộng hòa Nhân dân Trung Hoa quy định về công tác và quyền hạn của Ủy ban Thường vụ Đại hội Đại biểu Nhân dân Toàn quốc Cộng hòa Nhân dân Trung Hoa:
1) Sửa đổi Hiến pháp, giám sát việc tuân thủ Hiến pháp
2) Xây dựng và sửa đổi Luật hình sự, Luật dân sự, Luật cơ bản các cơ quan nhà nước cũng như các Luật cơ bản khác
3) Trong phiên họp Đại hội Đại biểu Nhân dân Toàn quốc luật pháp được ban hành và sửa đổi bổ sung nhưng không được trái với những nguyên tắc cơ bản
4) Định nghĩa luật pháp
5) Trong phiên họp Đại hội nhân dân toàn quốc, xem xét và phê chuẩn kế hoạch phát triển kinh tế-xã hội đất nước cũng như báo cáo thực thi kế hoạch, dự toán ngân sách cũng như báo cáo phân bổ ngân sách;
6) Giám sát công tác Quốc Vụ viện, Ủy ban quân sự trung ương, Tòa án Nhân dân Tối cao, Viện Kiểm sát Nhân dân Tối cao
7) Thu hồi quy định do Quốc vụ viện lập ra trái với quy định và định chế luật pháp
8) Thu hồi các nghị quyết của tỉnh, khu tự trị, thành phố trực thuộc trung ương trái với quy định hành chính, quy định địa phương
9) Trong phiên họp Đại hội nhân dân toàn quốc, Thủ tướng Quốc vụ viện đề cử Bộ trưởng, Tổng kiểm toán (chủ nhiệm Ủy ban thẩm kê) và các ứng viên Tổng thư ký
10) Bầu cử Chủ tịch Ủy ban Quân sự Trung ương và quyết định thành viên của Hội đồng quân sự Trung ương
11) Căn cứ vào Viện trưởng Pháp viện Nhân dân Tối cao thông qua hoặc miễn nhiệm phó viện trưởng thẩm phán,ủy viên thẩm phán, thẩm phán
12) Căn cứ vào Viện trưởng Viện Kiểm sát Nhân dân Tối cao thông qua hoặc miễn nhiệm phó viện trưởng viện kiểm sát, kiểm sát viên, kiểm sát viên kiểm sát Ủy ban Kiểm sát Quân sự viện kiểm sát trưởng, phê chuẩn viện trưởng viện kiểm sát ở tỉnh, khu tự trị, thành phố trực thuộc trung ương.
13) Thực hiện quan hệ đối ngoại của Nhân đại
14) Phê chuẩn thành lập tỉnh, khu tự trị và thành phố trực thuộc, quyết định thành lập khu hành chính đặc biệt cũng như chế độ khu hành chính đặc biệt
15) Quyết định ban hành lệnh Tổng động viên
16) Quy định chế độ quân hàm

## Cơ cấu
Đảng cầm quyền (121):
- Đảng Cộng sản Trung Quốc (121)

Đảng phái dân chủ và Độc lập (54)：
- Đồng minh dân chủ (9)

Cơ cấu thành phần Ủy ban Thường vụ Nhân đại Nhân đại khóa 13 từ tháng 3/2018

- Hội xúc tiến dân chủ (7)
- Đảng dân chủ nông công (7)
- UB cách mạng Quốc dân đảng (6)
- Học xã Cửu Tam (5)
- Đảng trí công (3)
- Đồng minh tự trị dân chủ Đài Loan (3)
- Hội kiến quốc dân chủ (3)
- Độc lập (11)

## Thành phần Ủy ban
Theo điều 65 và 68 Hiến pháp Cộng hòa Nhân dân Trung Hoa quy định Ủy ban thường vụ (không đảm nhiệm các chức vụ thuộc cơ quan hành chính, cơ quan thẩm phán, cơ quan kiểm sát và phải có một số lượng đại biểu dân tộc thiểu số) như sau:
- Ủy viên trưởng: chủ trì công việc của Ủy ban Thường vụ, triệu tập Ủy ban Thường vụ
- Phó Ủy viên trưởng: giúp đỡ công tác cho Ủy viên trưởng
- Tổng Thư ký: giúp đỡ công tác cho Ủy viên trưởng
- Thành viên

### khóa 13 (2018 - 2023)
- Ủy viên trưởng: Lật Chiến Thư
- Phó Ủy viên trưởng: Vương Thần, Tào Kiến Minh, Trương Xuân Hiền, Thẩm Dược Dược, Cát Bính Hiên, Arken Imirbaki, Vương Đông Minh, Padma Choling, Mặc Ngạc Tương, Trần Trúc, Đinh Trọng Lễ, Hác Minh Kim, Thái Đạt Phong, Vũ Duy Hoa
- Tổng Thư ký: Dương Chấn Vũ
- Các ủy viên khác: 159

### khóa 12 (2013 - 2018)
- Ủy viên trưởng: Trương Đức Giang
- Phó Ủy viên trưởng: Lý Kiến Quốc, Vương Thăng Tuấn, Trần Xương Trí, Nghiêm Tuyển Kỳ, Vương Thần, Trầm Dược Dược, Cát Bỉnh Hiên, Trương Bình, Hướng Ba Bình Thố (Tây Tạng), Ngải Lực Canh Y Minh Ba Hải (Duy Ngôn Nhĩ), Vạn Ngạc Sương, Trương Bảo Văn, Trần Trúc
- Các ủy viên khác: 161
- Tổng Thư ký: Vương Thần

### Danh sách chức vụ qua các thời kỳ
| Khóa | Nhiệm kỳ  | Ủy viên trưởng                                                 | Phó Ủy viên trưởng thứ nhất                         | Phó Ủy viên trưởng               | Tổng Thư ký | Số lượng Ủy viên | Tổng số Ủy viên hợp thành |
| ---- | --------- | -------------------------------------------------------------- | --------------------------------------------------- | -------------------------------- | --- | ---------------- | ------------------------- |
| 1    | 1954-1959 | Lưu Thiếu Kỳ-Phó Chủ tịch Trung ương Đảng Cộng sản Trung Quốc  | Tống Khánh Linh (nữ) (Dân Cách)                     | ban đầu 13 - mất 1 + bổ sung 1   | Bành Chân-Bí thư Ban Bí thư kiêm Phó Ủy viên trưởng | 65               | 79                        |
| 2    | 1959-1964 | Chu Đức-Phó Chủ tịch Trung ương Đảng Cộng sản Trung Quốc       | Lâm Bá Cừ-Ủy viên Bộ Chính trị                      | 16 -cắt chức 2                   | Bành Chân-Bí thư Ban Bí thư kiêm Phó Ủy viên trưởng | 62               | 79                        |
| 3    | 1964-1975 | Chu Đức-Phó Chủ tịch Trung ương Đảng Cộng sản Trung Quốc       | Bành Chân-Bí thư Ban Bí thư                         | 18 -mất 6                        | Lưu Ninh Nhất-Bí thư Ban Bí thư kiêm Phó Ủy viên trưởng | 96               | 115                       |
| 4    | 1975-1978 | Chu Đức-Ủy viên thường vụ Bộ Chính trị                         | Đổng Tất Võ-Ủy viên thường vụ Bộ Chính trị          | 22 -mất 2 + bổ sung 1            | Cơ Bằng Phi-Ủy viên Ủy ban thường vụ | 144              | 167                       |
| 5    | 1978-1983 | Diệp Kiếm Anh-Phó Chủ tịch Trung ương Đảng Cộng sản Trung Quốc | Tống Khánh Linh(nữ)Dân Cách                         | 20 -mất 3 -từ chức 6 +bổ sung 10 | Cơ Bằng Phi-kiêm Phó Ủy viên Trưởng (đến năm 1979) Bành Chân(năm 1979 bổ sung Phó Ủy viên trưởng) Dương Thượng Côn(năm 1980 bổ sung Phó Ủy viên trưởng kiêm Tổng thư ký) | 175              | 196                       |
| 6    | 1983-1988 | Bành Chân-Ủy viên Bộ Chính trị）                               | Trần Phi Hiển-Bí thư Ủy ban Chính pháp Trung ương） | 20 + Tuyển thêm 1                | Vương Hán Bân | 133              | 155                       |
| 7    | 1988-1993 | Vạn Lý (Ủy viên Bộ Chính trị)                                  | Tập Trọng Huân-Ủy viên Bộ Chính trị                 | 19 -mất 3                        | Bành Trùng (kiêm Phó Ủy viên trưởng) | 135              | 155                       |
| 8    | 1993-1998 | Kiều Thạch (Ủy viên thường vụ Bộ Chính trị)                    | Điền Kỷ Vân-Ủy viên Bộ Chính trị                    | 19 - mất 3                       | Tào Chí (chuyên trách kiêm Chủ nhiệm Ủy ban Công tác Pháp chế Ủy ban Thường vụ Đại hội Đại biểu Nhân dân Toàn quốc)                                                      | 134              | 155                       |
| 9    | 1998-2003 | Lý Bằng-Ủy viên thường vụ Bộ Chính trị                         | Điền Kỷ Vân-Ủy viên Bộ Chính trị                    | 19 - mất 1 - bãi nhiệm 1         | Hà Xuân Lâm | 134              | 155                       |
| 10   | 2003-2008 | Ngô Bang Quốc (Ủy viên thường vụ Bộ Chính trị)                 | Vương Triệu Quốc-Ủy viên Bộ Chính trị               | 15 -mất 1                        | Thịnh Hoa Nhân (kiêm Phó Ủy viên trưởng) | 159              | 175                       |
| 11   | 2008-2013 | Ngô Bang Quốc (Ủy viên thường vụ Bộ Chính trị)                 | Vương Triệu Quốc-Ủy viên Bộ Chính trị               | 13                               | Lý Kiến Quốc (kiêm Phó Ủy viên trưởng | 161              | 175                       |
| 12   | 2013-2018 | Trương Đức Giang (Ủy viên thường vụ Bộ Chính trị)              | Lý Kiến Quốc-Ủy viên Bộ Chính trị                   | 13                               | Vương Thần (kiêm Phó Ủy viên trưởng) | 161              | 175                       |
| 13   | 2018-2023 | Lật Chiến Thư (Ủy viên thường vụ Bộ Chính trị)                 | Vương Thần-Ủy viên Bộ Chính trị                     | 14                               | Dương Chấn Vũ (không kiêm nhiệm Phó Ủy viên trưởng) | 159              | 175                       |